# Dendrobium andersonianum
Dendrobium andersonianum är en orkidéart som beskrevs av Frederick Manson Bailey. Dendrobium andersonianum ingår i släktet Dendrobium, och familjen orkidéer. Inga underarter finns listade i Catalogue of Life.